# Robin Amaize
Robin Daryl Amaize (Gießen, 31 gennaio 1994) è un cestista tedesco.

## Palmarès
- Campionato tedesco: 1

Bayern Monaco: 2018-19
- Coppa di Germania: 1

Bayern Monaco: 2020-21